# Ткачик сомалійський
Тка́чик сомалійський (Ploceus spekei) — вид горобцеподібних птахів ткачикових (Ploceidae). Мешкає в Східній Африці. Вид названий на честь англійського мандрівника Джона Геннінга Спіка.

## Опис

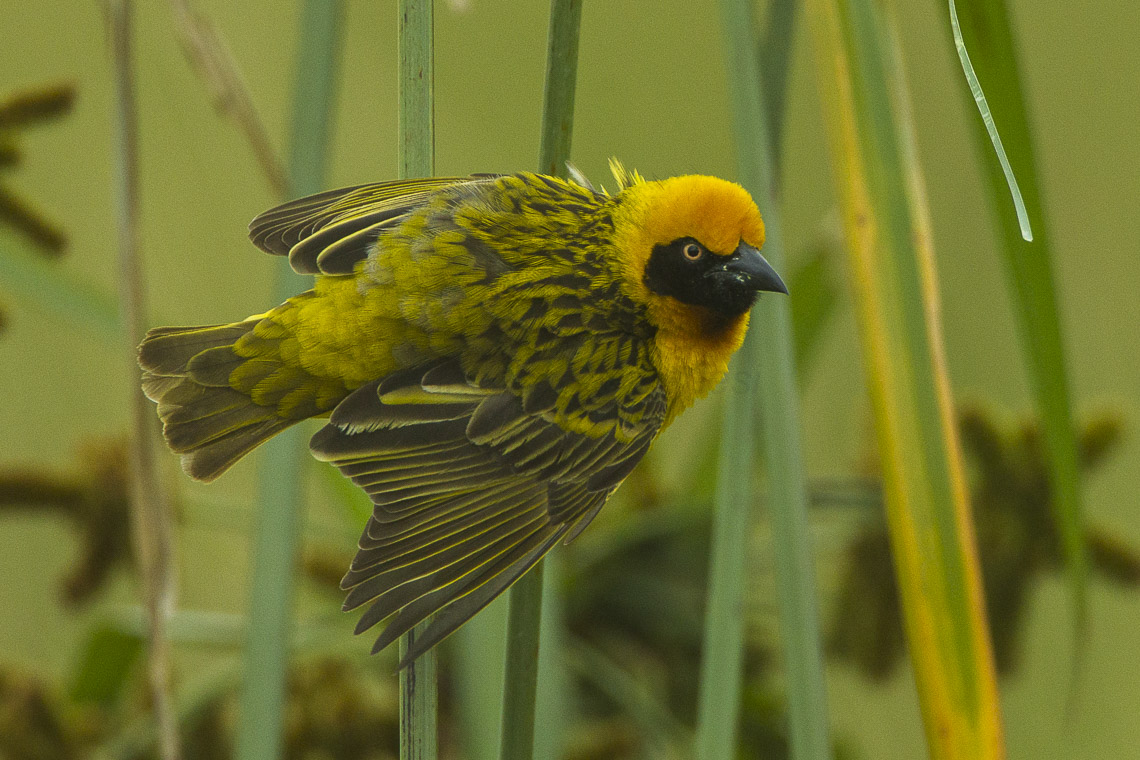
Сомалійський ткачик

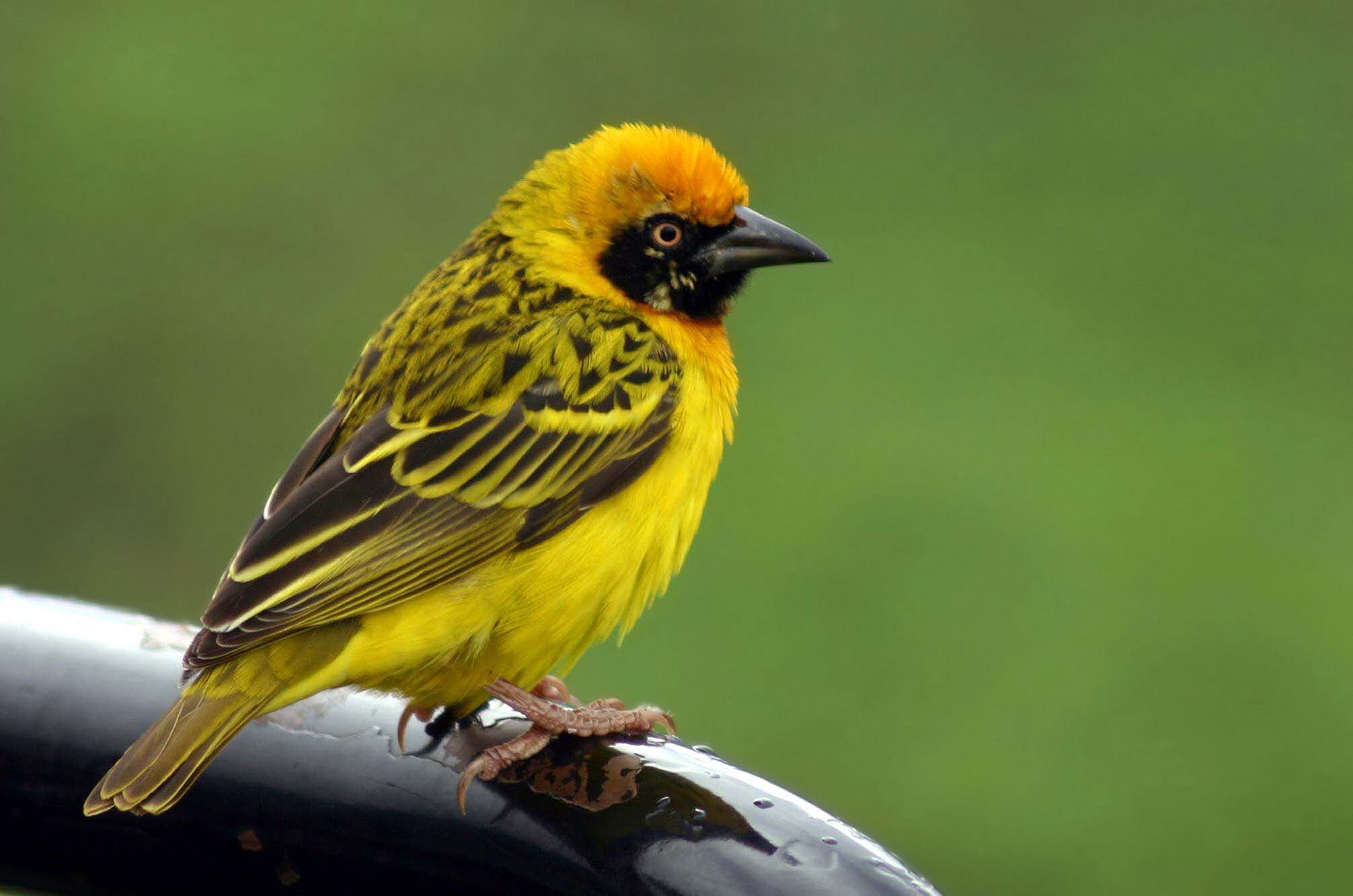
Сомалійський ткачик

Довжина птаха становить 15 см. самці важать 34-43 г, самиці 38-37 г. у самців на обличчі чорна "маска", голова і шия золотисто-жовті з оранжевим відтінком. спина оливково-жовта, поцяткована чорними смужками, нижня частина спини і надхвістя оливково-жовті, поцятковані жовтими плямками. стернові пера сіро-коричневі з оливково-жовтими краями. Махові пера чорнуваті з жовтуватими краями. Горло рудувато-оранжеве, решта нижньої частини тіла яскраво-жовта. Самиці мають дещо тьмяніше забарвлення, верхня частина тіла у них тьмяно-оливково-зелена, горло і груди жовтуваті, над очима світлі "брови", "маска" на обличчі у них відсутня.

## Поширення і екологія
Сомалійські ткачики мешкають в Ефіопії, Сомалі, Кенії і Танзанії. Вони живуть в саванах, сухих тропічних лісах, рідколіссях і чагарникових заростях, парках і садах. Зустрічаються зграйками, живляться насінням і комахами, зокрема термітами. Сомалійські ткачики є полігамними, на одного самця припадає кілька самиць. Гніздяться колоніями, які можуть нараховувати від 20 до 200 гнізд. Сезон розмноження в Ефіопії триває з квітня по вересень, в Сомалі з травня по червень, в Кенії з лютого по липень і з жовтня по грудень. В кладці від 1 до 4 блакитних яєць, розміром 25×16 мм. Інкубаційний період триває 11 днів, насиджує лише самиця. Пташенята покидають гніздо через 16 днів після вилуплення. За ними доглядають і самиці, і самці.